# Karl König (Psychoanalytiker)
Karl König (* 4. November 1931 in Reichenberg, Tschechoslowakei; † 6. Januar 2018) war ein deutscher Arzt, Psychoanalytiker und Buchautor.

## Leben
Karl König, Prof. Dr., war Facharzt für Innere Medizin und Psychosomatische Medizin, Psychotherapeut und Supervisor. Er war Vorsitzender am Lou-Andreas-Salomé-Institut in Göttingen, einem Ausbildungszentrum für Psychotherapie und Psychoanalyse, und Leiter der Abteilung für Klinische Gruppenpsychotherapie an der Universität Göttingen. Er war auch Verfasser von zahlreichen Sachbüchern zur Psychotherapie und von Artikeln sowie als Mitherausgeber von Fachzeitschriften publizistisch tätig.

## Werke
- Angst und Persönlichkeit. Das Konzept vom steuernden Objekt und seine Anwendungen. Vandenhoeck & Ruprecht, Göttingen 1981
- Praxis der psychoanalytischen Therapie. Vandenhoeck & Ruprecht, Göttingen 1991
- Psychotherapeuten und Paare (mit Reinhard Kreische). Vandenhoeck & Ruprecht, Göttingen 1991
- Psychoanalytische Gruppentherapie (mit Wulf-Volker Lindner). Vandenhoeck & Ruprecht, Göttingen 1991
- Kleine psychoanalytische Charakterkunde. Vandenhoeck & Ruprecht (Sammlung Vandenhoeck), Göttingen 1992
- Einzeltherapie ausserhalb des klassischen Settings. Vandenhoeck & Ruprecht, Göttingen 1993
- Gegenübertragungsanalyse. Vandenhoeck & Ruprecht, Göttingen 1993
- Wem kann Psychotherapie helfen? Vandenhoeck & Ruprecht (Transparent 5), Göttingen 1993
- Indikation. Entscheidungen vor und während einer psychoanalytischen Therapie. Vandenhoeck & Ruprecht, Göttingen 1994
- Reisen eines Psychoanalytikers. Vandenhoeck & Ruprecht (Transparent 8), Göttingen 1994
- Mit körperlich Kranken umgehen. Kleiner Ratgeber für die Fachberufe im Gesundheitswesen (mit Peter König). Springer, Berlin 1994
- Selbstanalyse. Hinweise und Hilfen. Vandenhoeck & Ruprecht, Göttingen 1994
- Einführung in die stationäre Psychotherapie. Vandenhoeck & Ruprecht, Göttingen 1995
- Charakter und Verhalten im Alltag. Hinweise und Hilfen. Vandenhoeck & Ruprecht (Sammlung Vandenhoeck), Göttingen 1995
- Widerstandsanalyse. Vandenhoeck & Ruprecht, Göttingen 1995
- Kleine Entwicklungspsychologie des Erwachsenenalters. Vandenhoeck & Ruprecht (Transparent 23), Göttingen 1995
- Abwehrmechanismen. Vandenhoeck & Ruprecht, Göttingen 1996
- Einführung in die psychoanalytische Krankheitslehre. Vandenhoeck & Ruprecht, Göttingen 1997
- Therapien in Gang bringen und konzentrieren. Vandenhoeck & Ruprecht, Göttingen 1997
- Übertragungsanalyse. Vandenhoeck & Ruprecht, Göttingen 1998
- Arbeitsstörungen und Persönlichkeit. Psychiatrie-Verlag, Bonn 1998
- Psychoanalyse in der psychiatrischen Arbeit. Eine Einführung. Psychiatrie-Verlag, Bonn 1999
- Liebe im Beziehungsalltag. Walter Verlag, Düsseldorf/Zürich 2000
- Mit dem eigenen Charakter umgehen. Walter, Düsseldorf/Zürich 2001
- Einführung in die psychoanalytische Interventionstechnik. Klett-Cotta Verlag, Stuttgart 2001
- Zwischen Couch und Einwegspiegel. Systemisches für Psychoanalytiker – Psychoanalytisches für Systemiker (mit Fritz B. Simon). Auer, Heidelberg 2001
- Was ist Psychoanalyse? Walter, Düsseldorf/Zürich 2002
- Fallstricke in der psychoanalytischen Praxis. Klett-Cotta, Stuttgart 2002
- Charakter, Persönlichkeit und Persönlichkeitsstörung. Klett-Cotta, Stuttgart 2004
- Abstinenz, Neutralität und Transparenz in psychoanalytisch orientierten Therapien. Klett-Cotta, Stuttgart 2005
- Transfer – von der Psychotherapie in den Alltag. Klett-Cotta, Stuttgart 2007
- Gruppenanalyse im Göttinger Modell – theoretische Grundlagen und praktische Hinweise. Mattes, Heidelberg 2008. ISBN 978-3-86809-006-2
- »Von den Naturwissenschaften zur Psychoanalyse«. In: Ludger M. Hermanns (Hrsg.): Psychoanalyse in Selbstdarstellungen, Band VIII. Brandes & Apsel Verlag, Frankfurt a. M. 2010. ISBN 978-3-86099-609-6
- Gegenübertragung und die Persönlichkeit des Psychotherapeuten. Brandes & Apsel Verlag, Frankfurt a. M. 2010. ISBN 978-3-86099-679-9
- Arbeit und Persönlichkeit. Brandes & Apsel Verlag, Frankfurt a. M. 2011. ISBN 978-3-86099-706-2